# John Fleming (rugby à XV)
Pour les articles homonymes, voir John Fleming et Fleming.
Pas d'image ? Cliquez ici

a Compétitions nationales et continentales officielles uniquement.

b Matchs officiels uniquement.
John Kingsley Fleming, né le 2 mai 1953 à Auckland, est un joueur de rugby à XV qui a joué avec l'équipe de Nouvelle-Zélande évoluant au poste de deuxième ligne. 

## Biographie
John Fleming joue avec Wellington en NPC. Il joue avec l'équipe de Nouvelle-Zélande des moins de 21 ans en 1973 et 1974. Il dispute son premier match avec l'équipe de Nouvelle-Zélande le 10 novembre 1979 à l’occasion d’un match contre l'équipe d'Écosse. Il dispute son dernier test match contre l'équipe d'Australie le 12 juillet 1980. 

## Statistiques en équipe nationale
- Nombre de test matchs avec les Blacks : 5
- 4 points (1 essai)
- Nombre total de matchs avec les Blacks : 35